# Pridwen
Pridwen era, según el escritor del siglo XII Godofredo de Monmouth, el escudo del Rey Arturo; estaba adornado con una imagen de la Virgen María. La descripción de Godofredo se basa en tradiciones galesas anteriores que se encuentran en Preiddeu Annwfn, Culhwch y Olwen, y la Historia Brittonum. El escudo también es nombrado y descrito por Wace, Layamon, Roger de Wendover y Robert de Gloucester, entre otros escritores medievales, e inspiró directamente la descripción del escudo de Sir Gawain en Sir Gawain y el Caballero Verde.

## Godofredo de Monmouth
El escudo del Rey Arturo, Pridwen, aparece en la década de 1130 en Historia Regum Britanniae, en gran parte ficticia, de Godofredo de Monmouth. Antes de librar una batalla cerca de Bath, en Somerset, Arturo

lorica tanto rege digna indutus, auream galeam simulacro draconis insculptam capiti adaptat, humeris quoque suis clipeum uocabulo Pridwen, in quo imago sanctae Mariae Dei genitricis inpicta ipsum in memoriam ipsius saepissime reuocabat.  Accinctus etiam Caliburno gladio optimo et in insula Auallonis fabricato, lancea dextram suam decorat, quae nomine Ron uocabatur.
se vistió con un camisón digno de un rey poderoso, se colocó en la cabeza un casco dorado grabado con la imagen de un dragón y se echó al hombro su escudo llamado Pridwen, en el que estaba representada María, la Santa Madre de Dios, para mantener su recuerdo siempre ante sus ojos. También se abrochó en Caliburnus, una excelente espada forjada en la isla de Ávalon, y adoró su mano con su lanza, llamada Ron.

Pridwen se ha interpretado en el sentido de "cara blanca", "cara bonita", "forma bendita" o "precioso y blanco". El nombre fue tomado de la tradición galesa, el barco de Arturo en Preiddeu Annwfn y Culhwch y Olwen se llamaba Prydwen; Quizás fue prestado por Godofredo debido a su idoneidad para una imagen de la Virgen María. La lista de armas encuentra un paralelo en Culhwch y Olwen, donde Arturo jura por su escudo Wynebgwrthucher (quizás significando "cara de la noche"), su lanza Rhongomiant, su cuchillo Carnwennan y su espada Caledfwlch. El motivo de la imagen de la Virgen María fue tomado por Godofredo de la Historia Brittonum del siglo IX, que describe una batalla "en el castillo de Guinnion, en la que Arturo llevaba la imagen de Santa María la virgen perpetua sobre sus hombros". Al transferirlo al escudo de Arturo, Godofredo creó el primer ejemplo en toda la literatura de simbolismo religioso en un escudo.

## La tradición Brut
En el Roman de Brut, la traducción ampliada del poeta normando Wace de la Historia de Godofredo, el nombre del escudo se da como Priven. Él interpreta las palabras de Godofredo en el sentido de que la representación de la Virgen estaba dentro del escudo, no afuera como un dispositivo heráldico, y nos asegura que llevar el escudo Arthur ne sembla pas cuart ne fol "no parecía cobarde ni loco".
En Layamon Brut, el nombre del escudo es nuevamente Pridwen, y nos dice que en su interior la imagen de la Virgen María era igrauen mid rede golde stauen, "grabada con estarcido de oro rojo". En otra parte agrega el detalle de que el escudo de Arturo estaba hecho de olifantes bane, "marfil de elefante".
La Gesta Regum Britanniae, una versificación latina del siglo XIII de la Historia de Godofredo atribuida a Guillermo de Rennes, se diferencia de las versiones anteriores en representar la imagen de la Virgen María en el exterior del escudo a la manera de un blasón heráldico.
A finales del siglo XIII la Crónica de Roberto de Gloucester, otro heredero de la tradición Brut, mencionó el escudo de Arturo (con el nombre de þridwen) junto con su imagen Mariana.

## Otra literatura medieval
En la década de 1190, el clérigo Giraldus de Gales, mencionando el escudo de Arturo sin nombrarlo en su De principis instructionse, agregó el detalle de que Arturo besaría los pies de la imagen de la Virgen María antes de entrar en batalla.
Pridwen fue nombrado como el escudo del Rey Arturo en la crónica llamada Flores Historiarum, tanto en la versión original escrita por Roger de Wendover como en la adaptación de Mateo de París.
Las elaboraciones del siglo XIII sobre la tradición del escudo de Arturo registradas en la recensión del Vaticano de la Historia Brittonum nos dicen que esta imagen fue traída de Jerusalén por Arturo.
A imitación del Pridwen del rey Arturo, el poema del siglo XIV en inglés medio, Sir Gawain y el Caballero Verde, tiene a su héroe Gawain pintando a la Virgen María dentro de su escudo, de modo quen he blusched þerto, his belde neuer payred, "cuando lo miró, su corazón nunca disminuyó".